# Santa Cruz Hernández
Santa Cruz Hernández är en ort i Mexiko.   Den ligger i kommunen Iliatenco och delstaten Guerrero, i den sydöstra delen av landet, 270 km söder om huvudstaden Mexico City. Santa Cruz Hernández ligger 1 159 meter över havet och antalet invånare är 205.
Terrängen runt Santa Cruz Hernández är bergig norrut, men söderut är den kuperad. Runt Santa Cruz Hernández är det ganska glesbefolkat, med 45 invånare per kvadratkilometer. Närmaste större samhälle är Iliatenco, 1,0 km öster om Santa Cruz Hernández. I omgivningarna runt Santa Cruz Hernández växer huvudsakligen savannskog.